# Henning Jarnskor
Henning Jarnskor, né le 15 novembre 1972 à Norðragøta aux îles Féroé, est un footballeur international féroïen, qui évoluait au poste de milieu de terrain.

## Biographie

### Carrière en club
Avec le GÍ Gøta, Henning Jarnskor dispute deux matchs en Ligue des champions, deux matchs en Coupe des coupes, 11 matchs en Coupe de l'UEFA, pour 3 buts inscrits, et deux matchs en Coupe Intertoto,.
Avec le GÍ Gøta, il remporte trois coupes des îles Féroé, mais surtout quatre titres de champion des îles Féroé.
Au cours de sa carrière de joueur, il dispute notamment 207 matchs en première division féroïenne, pour 79 buts inscrits.

### Carrière internationale
Henning Jarnskor compte 35 sélections et 2 buts avec l'équipe des îles Féroé entre 1994 et 2000,.
Il est convoqué pour la première fois en équipe des îles Féroé par le sélectionneur national Allan Simonsen, pour un match des éliminatoires de l'Euro 1996 contre la Grèce le 7 septembre 1994. Il entre à la 56e minute de la rencontre, à la place d'Øssur Hansen. Le match se solde par une défaite 5-1 des Féroïens. 
Le 6 septembre 1995, il inscrit son premier but en sélection contre la Russie, lors d'un match des éliminatoires de l'Euro 1996. Le match se solde par une défaite 5-2 des Féroïens. 
Il reçoit sa dernière sélection le 16 août 2000 contre le Danemark. Le match se solde par une défaite 2-0 des Féroïens.

## Palmarès
- Avec le GÍ Gøta
  - Champion des îles Féroé en 1993, 1994, 1995 et 1996
  - Vainqueur de la Coupe des îles Féroé en 1996, 1997 et 2000

## Statistiques

### Buts en sélection
Le tableau suivant liste tous les buts inscrits par Henning Jarnskor avec l'équipe des îles Féroé.